# Redoute de Fontenay-sous-Bois
La redoute de Fontenay-sous-Bois est une ancienne fortification militaire située entre le fort de Rosny et le fort de Nogent, également connue sous le nom de « fort du chemin de saint Maur ».
Cet ouvrage a été construit en 1833
Elle figure sur la section AR du cadastre de la ville de Fontenay-sous-Bois en 1947.
Située entre l'avenue Rabelais et le cimetière municipal de Fontenay-sous-Bois, elle a disparu pour être remplacée par le quartier de la Redoute, dominé par la tour éponyme.